# Dracaenura paraphaea
Dracaenura paraphaea là một loài bướm đêm trong họ Crambidae.